# Ланген, Карл фон

Карл фон Ланген-Паров на коне «Сорвиголова». Амстердам, 1928 г.

Барон Карл-Aридрих Фрайхерр фон Ланген-Паров (нем. Carl-Friedrich von Langen-Parow; 25 июля 1887, Клайн-Белиц, Германская империя — 2 августа 1934, Потсдам) — немецкий аристократ, спортсмен-конник, дважды олимпийский чемпион 1928 года в личной и командной выездке.
Выиграл 2 золотые медали в личных и командных соревнованиях по выездке на Олимпиаде в Амстердаме (1928) . Это было первое золото в копилке Германии на летних Олимпийских играх 1928 г.
На коне Фолкнер в индивидуальных соревнованиях по конкуру финишировал 28-м. В составе немецкой сборной, занял седьмое место в командном соревновании по конкуру.